# WKE
WKE (pełna nazwa: Woonwagenkamp Emmen) – holenderski klub piłkarski z miasta Emmen, założony 14 czerwca 1966 roku. Największym sukcesem klubu była gra w Hoofdklasse (trzeciej lidze).